# Bánh răng

Bánh răng là một bộ phận cơ khí quay được có các răng được cắt có thể khớp nhau với một bộ phận khắc răng khác để truyền mô-men quay. Các răng trên hai bánh răng khớp nhau đều có hình dạng giống nhau.